# Nelson Riddle
Nelson Smock Riddle, Jr. (1 de junio de 1921 - 6 de octubre de 1985) fue un conocido director de orquesta, arreglista y orquestador estadounidense cuya carrera se desarrolló desde finales de los años cuarenta hasta comienzos de los ochenta. 
Riddle es conocido sobre todo por su obra para Capitol Records, proveyendo arreglos jazzísticos de big band para acompañar a cantantes como  Rosemary Clooney, Frank Sinatra, Dean Martin, Nat King Cole, Judy Garland, Peggy Lee, Louis Prima y Keely Smith. Más tarde, su talento arreglístico fue también usado por Ella Fitzgerald, Shirley Bassey, Matt Monro, Linda Ronstadt y otros. Sus arreglos se caracterizan por una orquestación innovadora con melodías enfrentadas y una instrumentación que expresa las emociones de cada verso de una canción.

## Primeros años
Riddle nació en Oradell, Nueva Jersey, Estados Unidos, [1] el único hijo de Marie Albertine Riddle y Nelson Smock Riddle, y luego se mudó a la cercana Ridgewood. Siguiendo el interés de su padre por la música, comenzó a tomar clases de piano a los ocho años y de trombón a los catorce años. Se le animó a continuar sus actividades musicales en Ridgewood High School. [2] [3] : 17–19. Una experiencia formativa fue escuchar a Serge Koussevitsky y la Orquesta Sinfónica de Boston tocando el Boléro de Maurice Ravel. Riddle dijo después: "... Nunca lo he olvidado. Es casi como si la orquesta saltara del escenario y te golpeara en la cara..." [3] : 22 
En su adolescencia, Riddle había decidido convertirse en músico profesional; "... Quería ser un trombonista de jazz, pero no tenía la coordinación". [3] : 22–23  Entonces comenzó a dedicarse a la composición y los arreglos.
La familia Riddle tenía una casa de verano en Rumson, Nueva Jersey. Riddle disfrutó tanto de Rumson que convenció a sus padres para que le permitieran asistir a su último año en la escuela secundaria allí (1938). [4]
En Rumson, mientras tocaba para la banda del trompetista Charlie Briggs, The Briggadiers, conoció a una de las influencias más importantes en su posterior estilo de arreglos: Bill Finegan, con quien comenzó a organizar lecciones. A pesar de ser solo cuatro años mayor que Riddle, Finegan era considerablemente más sofisticado musicalmente, [3] : 25  en pocos años creó no solo algunos de los arreglos más populares de la era del swing, como " Little Brown Jug " de Glenn Miller . , pero también grandes arreglos de jazz como " Chloe " de Tommy Dorsey y " At Sundown " de mediados de los años cuarenta.
Después de su graduación de Rumson High School, Riddle pasó su adolescencia y principios de los 20 tocando el trombón y ocasionalmente haciendo arreglos para varias bandas de baile locales, que culminó en su asociación con la Orquesta Charlie Spivak. En 1943, Riddle se unió a la Marina Mercante sirviendo en Sheepshead Bay, Brooklyn, Nueva York durante unos dos años mientras continuaba trabajando para la Orquesta Charlie Spivak. 
Riddle estudió orquestación con su compañero marino mercante, el compositor Alan Shulman. Después de que terminó su período de alistamiento, Riddle viajó a Chicago para unirse a la orquesta de Tommy Dorsey en 1944, donde permaneció como el tercer trombón de la orquesta durante once meses hasta que fue reclutado por el Ejército en abril de 1945, poco antes del final de la Segunda Guerra Mundial. Fue dado de baja en junio de 1946, después de quince meses de servicio activo. Poco después se mudó a Hollywood para seguir una carrera como arreglista y pasó los siguientes años escribiendo arreglos para múltiples proyectos de radio y discos. [3] : 69  En mayo de 1949, Doris Day tuvo un hit #2, " Otra vez", respaldado por Riddle y como miembro del grupo de arreglistas de la NBC.

## Los años de la Capitol Records
En 1950, Riddle fue contratado por el arreglista Les Baxter para escribir los arreglos para una sesión de grabación de Nat King Cole; esta fue una de las primeras asociaciones de Riddle con Capitol Records. Aunque una de las canciones que Riddle había arreglado, "Mona Lisa," se convirtió pronto en el más grande éxito popular de la carrera de Cole, la obra fue enteramente adjudicada a Baxter. Sin embargo, en cuanto Cole supo de la verdadera identidad del creador de los arreglos, pidió a Riddle para otras sesiones, y así empezó una fructífera colaboración que consolidó la carrera de los dos en Capitol.
Durante el mismo año, Riddle también mantuvo una conversación con Vern Yocum, (nacido George Vernon Yocum) un músico de big band jazzística (hermano de Pied Pier, Clark Yocum) que había empezado a trabajar en arreglos musicales al servicio de Frank Sinatra. También había trabajado con Nat King Cole y otros artista en Capitol Records. De esa conversación nació una colaboración en la que Vern se convertiría en la mano derecha de Riddle como copista y secretario durante los siguientes treinta años.
En 1952, los ejecutivos de Capitol Records vieron al prometedor Riddle como la primera opción para los arreglos del recién llegado Frank Sinatra. El cantante, no obstante, era reacio, prefiriendo seguir con la colaboración de Axel Stordahl, su habitual colaborador en sus años en Columbia Records. Cuando las primeras pruebas con Stordahl se revelaron insatisfactorias, Sinatra rectificó y Riddle fue llamado para arreglar su primera sesión con Sinatra, el 30 de abril de 1953. El primer producto de la colaboración Riddle-Sinatra fue "I've Got The World On A String", que se convirtió en un éxito ininterrumpido y fue el revulsivo que relanzó la carrera del cantante. 
Riddle estuvo en Capitol durante diez años, durante la que continuó arreglando para Sinatra y Cole, además de para otros artistas de la compañía como Dean Martin, Keely Smith y Ed Townsend. Encontró también tiempo para realizar sus propios discos instrumentales en el sello, siendo especialmente destacados "Hey...Let Yourself Go" (1957) y "C'mon...Get Happy" (1958), llegando los dos a los veinte primeros puestos de la lista de Billboard.

## Los últimos años
En 1962 Riddle orquestó dos álbumes para Ella Fitzgerald, Ella Swings Brightly with Nelson y Ella Swings Gently with Nelson, su primer trabajo juntos desde el disco Ella Fitzgerald Sings the George and Ira Gershwin Songbook de 1959. A mediados de los sesenta volvieron a colaborar en el último de los 'Songbooks' de Ella, dedicado a las canciones de Jerome Kern (Ella Fitzgerald Sings the Jerome Kern Songbook) y Johnny Mercer (Ella Fitzgerald Sings the Johnny Mercer Songbook).
En 1963, Riddle se unió a la nueva discográfica de Sinatra, Reprise Records. La mayor parte de su trabajo en los sesenta y setenta fue para cine y televisión, incluyendo su exitoso tema para Route 66, The Intouchables arreglos para la banda sonora de algunos episodios de Batman y de otras series de televisión, y de películas del Rat Pack como Robin and the Seven Hoods y la original Ocean's Eleven.
A finales de los sesenta, su relación con Sinatra se fue deteriorando y el cantante empezó a decantarse por Don Costa, Billy May y otro tipo de arreglistas para sus proyectos musicales. Aunque Riddle escribiría aún varios arreglos para Sinatra hasta finales de los setenta, Strangers In The Night, 1966, fue el último disco completo que los dos completaron juntos. El grupo de temas arreglados por Riddle pretendía ser una expansión del éxito de la canción principal, que había sido un número uno arreglado por Ernie Freeman.
Durante los setenta, la mayoría de su trabajo fue para cine y televisión, incluyendo la música para la versión de 1974 de The Great Gatsby, que le proporcionó a Riddle su primer Óscar tras haber sido nominado anteriormente unas cinco veces. En 1973, trabajó como director musical para el ganador de un Emmy The Julie Andrews Hour. Nelson Riddle actuó también en numerosos conciertos a lo largo de los setenta, en algunos de los cuales estuvo dirigido por su buen amigo Tommy Shepard.
En 1982, Riddle fue contratado por Linda Ronstadt y el productor Peter Asher para escribir los arreglos para un disco de pop que Ronstadt había estado preparando durante un tiempo. El resultado final fue un contrato para tres álbumes que resultaría ser el último trabajo arreglístico de la carrera de Riddle.
1982 significó el último trabajo de Riddle con Ella Fitzgerald, en su último disco orquestal para Pablo, The Best Is Yet to Come. 
Los arreglos para los temas de Ronstadt "What's New" (1983) y "Lush Life" (1984) le supusieron su segundo y tercer Óscar (el último póstumamente en 1986).
En 1985, Riddle murió a los 64 años por problemas en el hígado. Está enterrado en el Hollywood Forever Cemetery.
Después de su muerte, sus últimos tres arreglos para el disco de Ronstadt For Sentimental Reasons (1986) fueron dirigidos por Terry Woodson.
En febrero de 1986, el hijo pequeño de Riddle Christopher, un destacado trombonista, asumió la dirección de la orquesta de su padre. La Nelson Riddle Orchestra continúa haciendo giras en la actualidad, rindiendo tributo a Riddle interpretando los arreglos que había hecho para Frank Sinatra y otros.
En 1998, su segunda mujer Naomi vendió la casa de Riddle en Bel Air para que fuese usada para establecer el Nelson Riddle Archives de la Universidad de Arizona, que abrió sus puertas oficialmente en 2001. La inauguración se hizo con un concierto de las obras de Riddle, con Linda Ronstadt como artista invitada.
En 2000, Erich Kunzel y los Cincinnati Pops realizaron un disco de homenaje a Nelson Riddle titulado "Route 66: That Nelson Riddle Sound" para Telarc Records. El álbum presenta adaptaciones orquestales extendidas de arreglos originales de Riddle proporcionadas por el Nelson Riddle Archives, y se presentó en un formato digital que fue entre los primeros en ser realizado en multi-canal SACD.
Riddle se había casado por primera vez durante su estancia en el ejército en 1945 con Doreen Moran. La pareja tuvo seis hijos; en 1968 se separaron y su divorcio se hizo oficial en 1970. Meses más tarde, se casó con Naomi Tenenholtz, entonces su secretaria, con quien permanecería hasta el final de sus días.

## Arreglos más destacados para canciones
"I've Got You Under My Skin" (para Frank Sinatra)
"One For My Baby (And One More For The Road)" (para Frank Sinatra)
"The Lady Is A Tramp" (para Frank Sinatra)
"Moonlight Serenade" (para Frank Sinatra)
"Strangers In The Night" (para Frank Sinatra)
"Mona Lisa" (para Nat King Cole)
"Night And Day" (para Frank Sinatra)
"On The Street Where You Live" (para Dean Martin)
"Unforgettable" (para Nat King Cole)
"What's New" (para Linda Ronstadt)
"Witchcraft" (para Frank Sinatra)

## Trabajos para cine y televisión más destacados
Los intocables  1959 (The Untouchables)
Batman (aunque Neal Hefti escribió el popular tema principal, Riddle es responsable del resto)
Li'l Abner (uno de los primeros trabajos de Riddle para el cine)
Ruta 66 (la canción principal le supuso a Riddle entrar en el Top 40 en 1962)
El Gran Gatsby (Ganador de un premio Óscar a la mejor música en 1974)
A Man and His Music (especiales televisivos sobre Sinatra en 1965/1966/1967)
How To Succeed In Business Without Really Trying (1967)
Paint Your Wagon (1969)
On a Clear Day You Can See Forever (1970)
Emergency! (1972)
The Julie Andrews Hour (1973)
Bonanza (1959)

## Selección discográfica
Capitol
- 1956 Lisbon Antigua (EP)
- 1956 The Tender Touch
- 1957 Hey... Let Yourself Go
- 1958 C'mon... Get Happy
- 1958 Sea of Dreams
- 1958 Witchcraft!
- 1959 The Joy of Living
- 1959 Sing a Song with Riddle
- 1961 Love Tide
- 1962 Love is a Game of Poker

Reprise
- 1964 Hits of 1964
- 1966 Nat: An Orchestral Portrait of Nat "King" Cole

RCA
- 1966 Games That Lovers Play

United Artists
- 1967 Music for Wives and Lovers
- 1968 The Contemporary Sound of Nelson Riddle

Liberty
- 1967 The Bright and the Beautiful
- 1968 The Riddle of Today

Capilano
- 1969 British Columbia Suite

Avon
- 1970 Avon Wishes You a Happy Holiday and a Joyous New Year

Bulldog Records
- 1970 The Look of Love

BASF
- 1971 Communication
- 1973 Changing Colors

Daybreak Records
- 1973 Vive LeGrand!

## Orquestaciones para Frank Sinatra

### Discos Capitol
- 1953 Songs For Young Lovers
- 1954 Swing Easy!
- 1955 In the Wee Small Hours
- 1956 Songs For Swingin' Lovers
- 1957 Close To You
- 1957 A Swingin’ Affair!
- 1958 Sinatra Sings For Only The Lonely
- 1960 Nice 'n' Easy
- 1961 Sinatra's Swingin' Session!!!
- 1959 The Untouchables

### Discos Reprise
- 1963 The Concert Sinatra
- 1963 Sinatra's Sinatra
- 1964 Sinatra Sings Days of Wine and Roses, Moon River, and Other Academy Award Winners
- 1966 Moonlight Sinatra
- 1966 Strangers in the Night

## Orquestaciones para Ella Fitzgerald

### Discos Verve
- 1959 Ella Fitzgerald Sings the George and Ira Gershwin Songbook
- 1962 Ella Swings Gently with Nelson
- 1962 Ella Swings Brightly with Nelson
- 1962 Ella Fitzgerald Sings the Jerome Kern Songbook
- 1964 Ella Fitzgerald Sings the Johnny Mercer Songbook

### Discos Pablo
- 1972 Ella Loves Cole (reeditado en 1978 bajo el título de Dream Dancing con dos nuevos temas de Fitzgerald-Riddle)
- 1982 The Best Is Yet to Come

## Selección de orquestaciones para Nat King Cole
(Todos discos Capitol)
- 1953: Nat King Cole Sings for Two In Love
- 1955: The Piano Style of Nat King Cole
- 1956: Ballads of the Day
- 1958: St Louis Blues
- 1959: To Whom It May Concern
- 1960: Wild Is Love
- 2001: Night Lights — póstumo; grabado en 1955/56

### Orquestaciones para otros artistas
- Judy Garland, Judy (Capitol Records, 1956)
- Phil Silvers, Phil Silvers And Swinging Brass' (Columbia Records, 1956)
- Peggy Lee, The Man I Love (Capitol Records, 1957) (conducted by Frank Sinatra)
- Keely Smith, I Wish You Love (Capitol Records, 1958)
- Judy Garland, Judy In Love (Capitol Records, 1958)
- Peggy Lee, Jump for Joy (Capitol Records, 1958)
- Mavis Rivers, Take A Number (Capitol Records, 1959)
- Keely Smith, Swingin' Pretty (Capitol Records, 1959)
- Dinah Shore, Dinah, Yes Indeed! (Capitol Records, 1959)
- Sue Raney, When Your Lover Has Gone (Capitol Records, 1959)
- Dean Martin, This Time I'm Swingin'' (Capitol Records, 1960)
- Rosemary Clooney, Rosie Solves The Swingin' Riddle (RCA Records, 1961)
- Dean Martin, Cha Cha De Amor' (Capitol Records, 1962)
- Johnny Mathis, I'll Buy You A Star' (Columbia Records, 1962)
- Shirley Bassey, Let's Face The Music (EMI, 1962)
- Danny Williams, Swinging For You (HMV Records, 1962)
- Keely Smith, Little Girl Blue/Little Girl New (Reprise Records, 1962)
- Rosemary Clooney, Love (Reprise Records, 1962)
- Various Artists, Frank Sinatra And His Friends Want You To Have Yourself a Merry Little Christmas (Reprise Records, 1963)
- Shirley Bassey, Shirley Bassey Sings The Hit Song From Oliver!, "As Long As He Needs Me" (United Artists Records, 1963)
- Bing Crosby, Return To Paradise Islands (Reprise Records, 1964)
- Oscar Peterson, Oscar Peterson And Nelson Riddle (Verve Records, 1964)
- Jack Jones, There's Love And There's Love And There's Love (Kapp Records, 1965)
- Antonio Carlos Jobim, The Wonderful World of Antonio Carlos Jobim (Warner Bros. Records, 1965)
- Frank Sinatra, Nancy Sinatra, Frank Sinatra, Jr., Tina Sinatra, Wish You a Merry Christmas (Reprise Records, 1968)
- Frank Sinatra, Jr., Spice (Daybreak Records, 1971)
- Steve Lawrence, Portrait of Steve (MGM Records, 1972)
- Linda Ronstadt, What's New? (Asylum Records, 1983)
- Linda Ronstadt, Lush Life (Asylum Records, 1984)
- Kiri Te Kanawa, Blue Skies (Decca Records, 1985)
- Linda Ronstadt, For Sentimental Reasons (Asylum Records, 1986) (póstumo)

### Homenajes a Riddle de otros artistas
- Erich Kunzel, Route 66 - That Nelson Riddle Sound (Telarc Records, 2000)